# Друго намесништво (1868—1872)
Друго намесништво владало је Кнежевином Србијом у име малолетног Милана Обреновића између 1868. и 1872. године. Чинили су га Миливоје Петровић Блазнавац, Јован Ристић и Јован Гавриловић. 

## Долазак на власт
Након смрти Михаила Обреновића постојале су у Србији три политичке струје: конзервативна (који су се залагали за наставак ограничавања народних слобода и јачу владареву власт), буржоаско-либерална (која је била за давање политичких права и слобода грађанима, за ограничење моћи извршне власти, за одређену децентрализацију) и социјалисти Светозара Марковића (захтевали корените промене и друштвени преображај).
После погибије кнеза Михаила, у Београду је основано „Привремено намесништво Књажевског достојанства“ које су сачињавали председник државног савета Јован Мариновић, министар правде Рајко Лешјанин и председник Касационог суда Ђорђе Петровић. Оно је требало вршити власт док Народна скупштина не изабере новог кнеза. Иза Михаила нису остали непосредни потомци. Миливоје Петровић Блазнавац, министар војни, одиграо је главну улогу у догађајима који су уследили. Удаљивши Илију Гарашанина са седница владе, он је саопштио министрима и саветницима да ће нови кнез постати Милан Обреновић, малолетни унук Јеврема Обреновића и син Михаиловог брата од стрица (тада имао 14 година и налазио се у Паризу на школовању). Отпор је намеравао гушити и силом, ако буде потребно. Тиме је изигран законски поступак наслеђивања, а изиграна је и Народна скупштина која се састала у Топчидеру. Она је стављена пред свршен чин, па је прихватила и потврдила оно што је војска са Блазнавцем већ учинила. Малолетном кнезу формирано је Кнежевско намесништво кога су сачињавали Блазнавац, Јован Ристић и Јован Гавриловић (чланове такође одредио Блазнавац). Тако је Блазнавац онемогућио конзервативну партију и у Гарашанину је стекао највећег противника, због чега је Намесништво сарађивало са либералима. Либерали су били условљени многим ограничењима својих захтева, али су прихватили сарадњу.

## Устав из 1869. године
Припреме за доношење устава вршио је још кнез Михаило који је дао председнику Апелационог суда Радивоју Милојковићу да сачини нацрт устава. Уставна реформа морала се одложити због атентата на кнеза. Нацрт Милојковића битан је због тога што се њиме по први пут предвидело дводомно Народно представништво са законодавном влашћу. Пре отварања уставног питања, Намесништво се споразумело са либералима у две тачке: 1) установити државну управу са представничким системом; 2) оспособити војне снаге Србије ради народног ослобођења и уједињења. Милутин Гарашанин је говорио да је циљ намесника, због кога је донет устав, био да се спречи долазак нових људи у Намесништво (према дотадашњем закону мандат Намесништва трајао је 3 године, а намесници су га хтели продужити). Намесништво је сазвало одбор од 76 лица, претежно интелектуалаца, трговаца и виших чиновника. То је тзв. Светоникољски одбор који је са радом отпочео децембра 1868. године. Одбор је између 18. и 31. децембра одржао 9 седница којима је председавао председник владе и министар правде Ђорђе Ценић, док је потпредседник био Радивоје Милојковић. На седницама одбора највише пажње посвећено је уређењу законодавног тела. О овом питању разматрало се на две седнице (2. и 3). Да би се обезбедило од било каквих изненађења на Великој народној скупштини, Намесништво је одржало конференцију са посланицима на којој је утврдило све елементе скупштинског система. Све је било унапред припремљено. Сваки срез или општина бирао је по једног посланика на 3000 пореских глава. Сваки пунолетни Србин (30 година) који плаћа порез од најмање 6 талира годишње, може бити изабран за посланика. Чиновници и војници не могу бити посланици. Ограничење по годинама није важило за кнеза. Скупштина је требало да се састане 22. јуна 1869. године. Председник Скупштине био је Живко Карабиберовић.
Уставом је уведен у Србији представнички систем. Народна скупштина добила је удео у законодавној власти. Устав је садржао 133 члана у 10 поглавља. Народне посланике Скупштине постављао је кнез (1/4). Бирачко право ограничено је имовинским цензусом; имао га је сваки пунолетни грађанин који плаћа порез на рад или приход. Кнез је имао надмоћнији положај у законодавној власти. Он је и сазивао Народну скупштину и одређивао место њеног одржавања, отварао и закључивао њене седнице, одлагао је и распуштао. Законодавну иницијативу имао је кнез. Кнез је могао да издаје привремене законе у ванредним ситуацијама. Буџетско право припадало је влади. Министре је бирао и постављао кнез. Слобода и права грађана нису довољно прецизиране. Слобода штампе је била више декларативна него стварна. Ипак, и поред свих ограничења, Устав из 1869. године је по први пут омогућио народу да учествује у државним пословима. Такође, он је први делимично ограничио моћ владара. Њиме је поправљен положај Србије према Порти, јер је онемогућио њено било какво мешање у унутрашње послове Кнежевине. Устав је нападан и слева и здесна; конзервативци су га сматрали превише либералним, а либерали недовољно либералним (замерали су му што Скупштини није дао право законодавне иницијативе и право доношења буџета).

## Закони
Устав из 1869. године дао је Народној скупштини удео у законодавној власти. По њеном доношењу долази до стварања две политичке групације. Либерали су се окупили око Јована Ристића, док се нешто касније окупљају младоконзервативци на другој страни. Младоконзервативци су водили порекло од уставобранитељских конзервативаца и, за разлику од староконзервативаца, били су надахнути либералним идејама, односно, њихов конзервативизам је у знатној мери био разблажен либерализмом. Окупљају се истовремено и присталице Светозара Марковића. Прва законодавна скупштина одржана је септембра-новембра 1870. године у Крагујевцу. Било је потребно донети више органских закона који би испунили правне празнине Устава из 1869. године и продубили његов садржај. Оне су довршиле уставну реформу намесника. Том приликом донето је неколико закона: Закон о пословном реду у Народној скупштини, Закон о пословном реду у Државном савету, Закон о избору народних посланика, Закон о министарској одговорности, Закон о слободи штампе. На сваких 2000 пореских глава бирао се по један посланик. Изабрано је 97 посланика, док је Намесништво поставило још 24. Председник је био Живко Карабиберовић.
Први је донет Закон о пословном реду у Народној скупштини који је садржао одредбе којих није било у Уставу. Пословник је сам одлучивао да ли ће долазити на седнице Скупштине, а могао је бити искључен из њеног рада уколико није оправдао свој изостанак. Мандат му могу одузети само бирачи који су га изабрали. Закон није предвиђао посланички имунитет. По Закону о избору народних посланика било је предвиђено да се избори за Скупштину одржавају сваке треће године. Изборно право имао је сваки грађанин који је навршио 21 годину живота и плаћао порез. Права избора лишени су Цигани, најамни радници, осуђеници због злочина и губитка части, они који се налазе у затвору. За посланика може бити изабрано лице које је навршило 30. годину живота. Закон о министарској одговорности још је више сузио одговорност министра због тога што је увео благе казне и што су дела за које је министар могао бити оптужен брзо застаревала. Прописана је кривична, а не политичка одговорност министара. Кнез и влада увек су могли да онемогуће да неки министар буде оптужен јер је предлог о његовом гоњењу морала поднети Скупштина одмах по извршењу дела, а сазивање Скупштине било је у надлежности кнеза. Законом о штампи је према намесницима уведена слобода штампе без цензуре, о чему се водила жустра расправа јер је штампар морао да примерак свог листа достави властима. Тако је заобилазним путем уведена цензура штампе.

## Политичке партије
После 1868. године у Србији су постојале три политичке групације (странке постоје тек од 1880-их година): либерали, конзервативци и социјалисти. Либерали су пришли намесницима и постали послушни чиновници. Вође конзервативаца, Гарашанин и Јован Мариновић, оштро су критиковали намесничке реформе и политику умереног либерализма. Они, уз Николу и Филипа Христића, представљали су старе конзервативце. Гарашанин се након доношења Устава повукао из политике на своје имање у Гроцкој. Према Слободану Јовановићу, конзервативци нису отворено иступали против режима, већ су „гунђали у куту“. Из њихових редова издваја се група младоконзервативаца која је отворено критиковала режим. Њихов главни представник био је енергични говорник Аћим Чумић, кога је Блазнавац покушао да придобије на страну Намесништва. Он је изабран за председника Београдске општине, али је смењен јер је, наводно, организовао демонстрације у Великој школи. Љубомир Каљевић, младоконзервативац, такође је оштро нападао намеснички режим. Слична подела постојала је и у редовима либерала: подела на либерале до Светоандрејске скупштине (са којима Намесништво није хтело да сарађује и које је потискивало) и нове либерале који су се приклонили намесницима (чинили већину). Ристић се на Светоандрејској скупштини није декларисао ни као конзервативац ни као либерал; заступао је идеје десног либерализма. Јеврем Грујић, Владимир Јовановић и Милован Јанковић никада га нису доживљавали као свог истомишљеника. 
За време намесничког режима почиње прави политичко-партијски живот у Србији. Либерали се окупљају око Јована Ристића. Они су се разликовали од либерала из светоандрејског периода због тога што су били умеренији. Либерали из периода Михаилове владавине тражили су све или ништа, те су били искључени из политичког живота. Намесници су склопили савез са либералима на основу 2 тачке (види горе). Либерали су се одрекли многих својих идеја како би се додворили намесницима.

## Владе Намесништва
Прву владу у периоду Намесништва образовао је Ђорђе Ценић. Она је трајала од доласка Намесништва на власт до доношења Устава из 1869. године. Влада је имала тројицу министара од којих је сваки имао по два ресора. Ценић је био конзервативац, али су остали министри били либерали. Влада је била под јаким утицајем намесника. Радивоје Милојковић, пашеног Јована Ристића, био је министар унутрашњих и спољних послова, Панта Јовановић министар финансија, просвете и црквених дела, а Јован Белимарковић министар војни и грађевине. Јула 1869. године на власт је дошла влада Радивоја Милојковића који је обављао и функцију министра унутрашњих дела. Либерал Димитрије Матић обављао је функцију министра иностраних послова. Панта Јовановић био је министар финансија. Белимарковић је остао на свом положају.

## Спољна политика
Међународноправни положај Србије до 1878. године одређен је Париским уговором о миру из 1856. године. Србија је била самоуправна држава у вазалном односу према Турској. Повластице су јој биле обезбеђене јемством шест великих сила. Од 1867. године предати су јој утврђени градови, а једини симбол турске власти била је застава на бедему београдске тврђаве и годишњи данак од 2.300.000 гроша. Србија је у 19. веку била један од најзначајнијих чинилаца у развоју балканских прилика и Источног питања. Спољна политика Србије у периоду од 1868. до 1875. године ослањала се на Начертаније. Против покретања Источног питања биле су, с мањом или већом одлучношћу, све велике силе. За Ристића је најзначајнији спољнополитички циљ био да Србија око себе окупи цео српски народ и да се створи велика српска држава. Он на Балкански савез није полагао толико као Михаило или Гарашанин. Није га се одрицао и улагао је велике напоре да га одржи, али је показивао сумњу да ће он решити Источно питање у корист Србије. У спољној политици рачуна на потпору Русије, док Хабзбурге сматра вековним историјским непријатељима Србије. Западним силама није придавао толики значај као Гарашанин.
Српска влада је 1870. године проценила да је спољнополитичка ситуација неповољна за покретање општебалканског устанка. Тиме се супротставила политици Светозара Марковића и Светозара Милетића који су се залагали да се Србија придружи ослободилачким покретима у Италији и борби за уједињење Немачке. Балкански савез почео се распадати након Михаилове смрти. Из њега је прва иступила Црна Гора, знајући да тако мала држава неће моћи наметнути своју превласт у уједињеној српској држави. Књаз Никола говорио је да Михаиловом смрћу престаје важност уговора из 1866. године. Односи између две државе постају лоши од 1868. године. Црногорски врхови изјавили су да неће допустити да Херцеговина без борбе припадне Србији. Исте године долази до прекида дипломатских односа између Грчке и Турске. Намесништво се у овом сукобу држало по страни, па је Грчка стекла утисак да Балкански савез неће користити њеној спољној политици. У претходној деценији поремећени су односи између Срба и Бугара због великобугарске националне политике и македонског питања. Постојао је и црквени спор; намесничка влада протестовала против бугарског захтева да се њеној независној држави припоје епархије изван бугарске националне територије. Порта је прихватила бугарске захтеве 1870. године, али српска православна црква није прихватила овај Портин акт. И након Михаилове погибије, односи са Хрватском се развијају, нарочито са Хрватском народном странком, односно бискупом Штросмајером. Намесништво је затекло лоше односе са Хрватском. Разлог је био тај што је Михаило 1867. године прекршио споразум кога је Гарашанин склопио са Штросмајером тако што је српски кнез августа исте године отпустио Гарашанина и потписао са Андрашијем споразум на Иванки. Намесништво је најпре хтело да се споразуме са Аустроугарском, што није ишло лако због отпора Руса. Односи са Хрватском добри су током читаве владавине Намесништва, али се Штросмајер повлачи из политике 1873. године када добри односи престају.
Од великих сила, најзначајнији је био однос Србије са Русијом и Аустроугарском, силама које су биле најзаинтересованије за балканска збивања. Михаило се постепено везивао за Аустроугарску, те је вест о његовој смрти примљена са жаљењем у Бечу и Пешти. Цар је био за повратак краља Александра (који се лепо односио према Царевини 1848), а Андраши му је саветовао да подржи кандидатуру Милана Обреновића. На крају је превагнуло мишљење да се Аустроугарска у то не треба мешати, а касније је подржала избор Милана Обреновића. Блазнавац је сматран аустрофилом и противником српске активне спољне политике. Његов долазак на власт изазвао је непријатељство Русије. Аустро-француској помоћи Србија је могла да захвали што уставна промена из 1869. године је прошла без икаквих заплета. Аустроугарска је учинила Намесништву и друге корисне услуге; похапсила је многе оптужене за убиство кнеза Михаила; међу њима и Александра Карађорђевића. Сви су изведени пред редовне угарске судове. Главно питање у односима две државе било је питање Босне и Херцеговине, у чијем решавању је значајну улогу одиграо мађарски аристократ Бењамин Калај. Андраши и Калај сматрали су да од Јужних Словена не треба стварати непријатеље, те су били спремни да поведу преговоре око Босне. Калај је, међутим, добио 1868. године упутства да Србија не сме добити Босну. Његов задатак је био да приволи Србију за аустрофилску политику и да је спречи да оствари било који нагли корак у решавању Источног питања. Андрашијев задатак био је да за овакве идеје придобије цара и Бајста. Андраши је саветовао 1869. године Ристићу да покрене ствар Босне код Порте са мртве тачке и да тражи ову територију на управу. Међутим, Намесници су ускоро, преко Штросмајерових људи, сазнали да је намесник Далмације, генерал Вагнер, нудио Хрватској народној странци споразум о прикључењу Босне и Херцеговине Хрватској, дакле Аустроугарској. Показало се да иза Вагнера стоји Бајст, а иза њега аустријски врхови. Ристић више није веровао ни Калају ни Андрашију, мада то никоме није говорио. Он је покренуо преговоре са британским конзулом да британска дипломатија утиче на Порту у вези српске управе у Босни. Међутим, Порта је одбила о томе да и разговара, а против таквог решења била је и руска влада. Ристић је одбио све понуде Андрашија и Калаја како не би на Србију навукао непријатељство Русије. Намесништво је тражило начина да се измири са Хрватском. Односи са Аустроугарском почели су се реметити 1871. године на Лондонској конференцији. Тамо су аустроугарски посланици тражили да се Ђердап прочисти како би се Дунав оспособио за савремену и безбеднију пловидбу. Према одлукама Прибрежне комисије, Аустрија је добила право да решава питање пловидбе Дунавом у области Србије и Румуније. Одлука великих сила ишла је у корист Аустроугарској, јер Србија и Румунија, као вазалне државе, нису сматране за „прибрежне силе“.
Србија је током владавине намесника имала добре односе са својим владаром. Два нерешена питања стајала су између Србије и Турске: питање Малог Зворника и Сакара, односно турско-српске граничне линије на Дунаву и везивање будућих српских и турских железница. Историја малозворничког питања потиче од 1834. године када је река Дрина одређена за западну границу Кнежевине. На десној обали остала су два муслиманска сеоцета са 40-так кућа чији су становници често нападали и злостављали путнике. Питање није решено скоро 40 година и остало је Намесништву у аманет. Намесници су наложили српском капућехаји у Цариграду да сваке недеље одлази на Порту и помиње Мали Зворник. Међутим, питање се није мицало са места. Турци су Србији нудили железничку везу код Алексинца. Михаило је то одбијао јер се плашио да му веза не доведе турске трупе у моравску долину. Он је тражио везу код Новог Пазара, где је био повољнији терен за одбрану, на шта нису хтеле пристати турске власти. Намесништво је 1871. године пристало на везу код Алексинца, али су сада Турци тражили везу код Новог Пазара. како би своје пруге везали са Босном, заобилазећи Србију. На непопустљивост Порте, Србија је хтела одговорити обуставом плаћања данка, али јој је то забранила руска влада.
У односима са Русијом, значајна је посета младог кнеза и Блазнавца руском цару Александру II који се налазио на Криму (1871). Кнез и намесник су срдачно примљени. Вођени су и политички разговори, мада су превладавале свечаности. Блазнавац није добио никакве конкретне понуде, али је отклонио неспоразуме са Русима. Француска и Енглеска нису били задовољни овом посетом. Односи су погоршани и са Аустроугарском и са Портом.